# Erythemis credula
Erythemis credula är en trollsländeart som först beskrevs av Hagen 1861.  Erythemis credula ingår i släktet Erythemis och familjen segeltrollsländor. Inga underarter finns listade i Catalogue of Life.